# Калинівка (Первозванівська сільська громада)
Кали́нівка (МФА: [kɐˈɫɪɲiu̯kɐ] ( прослухати)) — село в Україні, у Первозванівській сільській громаді Кропивницького району Кіровоградської області. Населення становить 868 осіб. Колишній центр Калинівської сільської ради.
В селі розташована гідрологічна пам'ятка природи «Холодні Ключі».

## Історія
У 1756-59 й 1761-64 входило до складу Новослобідського козацького полку.
Станом на 1886 рік у селі Новгородківської волості Олександрійського повіту Херсонської губернії, мешкало 2139 осіб, налічувалось 332 дворових господарства, існувала православна церква та школа.

## Населення
Згідно з переписом УРСР 1989 року чисельність наявного населення села становила 915 осіб, з яких 392 чоловіки та 523 жінки.
За переписом населення України 2001 року в селі мешкало 870 осіб.

### Мова
Розподіл населення за рідною мовою за даними перепису 2001 року:
| Мова       | Відсоток |
| ---------- | -------- |
| російська  | 54,61 %  |
| українська | 44,01 %  |
| молдовська | 1,15 %   |
| білоруська | 0,23 %   |